# بيكلو (صاروخ مسير)
بيكلو ( بالعربية: جحيم، بالإنجليزية: Hell، بالأوكرانية: Пекло) هو صاروخ من نوع الذخيرة المتسكعة أوكراني الصنع طويل المدى ويعتبر صاروخا مسير تم تطويره خلال فترة الغزو الروسي لأوكرانيا.
هذا الصاروخ المتسكع مجهز بمحرك نفاث ويجمع بين خصائص الطائرة بدون طيار الانتحارية وصواريخ كروز.

## وصف
تم تطوير صاروخ بيكلو المتسكع المسير من قبل صناعة الدفاع الأوكرانية (مجمع أوكروبورونبروم) والمفترض أنه يعتمد على سابقه وهو الصاروخ المسير باليانيتسيا (Palianytsia)، والذي تم تطويره أيضًا أثناء الغزو الروسي لأوكرانيا. يستعمل الصاروخ محرك نفاث يتم التحكم فيه عن بعد، يتمكن الصاروخ من الوصول إلى سرعات أقل من سرعة الصوت تصل إلى 700 كم/ساعة (ماخ 0.57)، ويبلغ أقصى مدى له 700 كم. وأفادت التقارير أن الصاروخ يتكون من ما يصل إلى 70٪ من المكونات المنتجة محليًا،   ومع ذلك قد يواجه مشكلات في سلسلة التوريد لباقي القطع. 
وبما أن تفاصيل الصاروخ نادرة بسبب رفض الأوكران عن الكشف عن الكثير من المعلومات خلال الحرب، فإن تحليل الصور لهذا الصاروخ التي أجرتها وسائل الإعلام يشير إلى أن وزن الرأس الحربي قد لا يزيد عن 50 كجم بسبب جسم الصاروخ المسير.  ومع ذلك، توصلت وسائل الإعلام إلى استنتاجات مختلفة بشأن آلية الإطلاق، حيث خلصت وسائل الإعلام الأوكرانية ديفينس إكسبريس إلى أنه من المحتمل أن يكون إطلاقه بريا، في حين حددت هيئة الإذاعة البريطانية (بي بي سي) أنه يمكن إطلاقه من الطائرات.  

## التاريخ التشغيلي
استغرق تطوير الصاروخ المسير أقل من عام وتم تجربته في ساحات المعارك خمس مرات بنجاح قبل تسليم الدفعة الأولى. 
في 6 ديسمبر 2024، يوم القوات المسلحة الأوكرانية ، تم الكشف عن الصاروخ المسير من قبل الرئيس الأوكراني فولوديمير زيلينسكي في حفل،  وتم صناعة 100 وحدة في الأشهر الثلاثة التي سبقت تسليم الدفعة الأولى من الصاروخ للقوات الأوكرانية. 